# 张剑星
张剑星（1960年—），浙江安吉人，汉族，中华人民共和国政治人物、第十一届全国人民代表大会浙江地区代表。
毕业于上海同济大学工程与管理科学党政干部培训班，是中共党员。担任中国建材南方水泥有限公司常务副总经理。2008年起担任全国人大代表。